# Guillaume de Chalençon
Pour les articles homonymes, voir Chalençon.
Guillaume III de Chalencon-Polignac, mort le 25 novembre 1443, est un évêque français du XVe siècle.  

## Biographie
Il est le fils de baron Guillaume II de Chalencon-Polignac et de Catherine de La Motte Saint Jean, sa seconde épouse.
Guillaume de Chalencon est prévôt de la cathédrale du Puy, lorsqu'il succède en 1418 à Elias de l'Estrange comme évêque du de cette ville.
Sous son épiscopat, la cathédrale du Puy est visitée par Louis, roi de Sicile, accompagné d'Yolande, reine d'Aragon, ainsi que par le dauphin Charles, le futur Charles VII.
Sous son épiscopat est fondé, au Puy, le couvent de Sainte-Claire (1432), dont la première supérieure est sainte Colette, et la fondatrice, Claude de Roussillon, veuve d'Armand, vicomte de Polignac. 